# Aleksandrs Macijevskis
Aleksandrs Macijevskis, född 16 juni 1975 i Riga, Lettiska SSR, Sovjetunionen, är en lettisk ishockeyspelare. Han började sin professionella karriär i Pardaugava Riga och spelade även i Lettlands U18-landslag. 1996 började Aleksandrs spela i Hermes i den finska andraligan, men efter endast ett år flyttade han till SaiPa. Efter en period i Danmark i bland annat AaB och SønderjyskE så spelade Aleksandrs sedan under säsongen 2010/2011 i IF Björklöven.
Han gjorde flera framsteg i Lettlands U20-landslag där han både gjorde flest mål och assister i U20-VM 1995. I slutet på september 2011 meddelade Stjernen Hockey att man skrivit ett kontrakt med Macijevsis.